# 1. etape af Giro d'Italia 2020
1. etape af Giro d'Italia 2020 var en 15 km lang enkeltstart, som blev kørt den 3. oktober 2020 med start i Monreale og mål i Palermo.
Italienske Filippo Ganna fra Ineos Grenadiers vandt etapen og kom i løbets førertrøje, Maglia rosa. João Almeida (Deceuninck-Quick Step) og danske Mikkel Bjerg (UAE Team Emirates) kom ind på anden- og tredjepladsen, 22 sekunder efter Ganna.

## Resultater

### Etaperesultat
| \| Etaperesultat \| Etaperesultat \| Etaperesultat \| Etaperesultat \| Etaperesultat \| \| Rytter \| Rytter \| Hold \| Tid \| \| \| ------------- \| ---------------- \| ---------------------- \| ------------- \| ------------- \| \| 1. \| Filippo Ganna \| Ineos Grenadiers \| 15' 24" \| \| \| 2. \| João Almeida \| Deceuninck-Quick Step \| + 22" \| \| \| 3. \| Mikkel Bjerg \| UAE Team Emirates \| + 22" \| \| \| 4. \| Geraint Thomas \| Ineos Grenadiers \| + 23" \| \| \| 5. \| Tobias Foss \| Jumbo-Visma \| + 31" \| \| \| 6. \| Josef Černý \| CCC Team \| + 36" \| \| \| 7. \| Matteo Sobrero \| NTT Pro Cycling \| + 40" \| \| \| 8. \| Lawson Craddock \| EF Pro Cycling \| + 41" \| \| \| 9. \| Miles Scotson \| Groupama-FDJ \| + 42" \| \| \| 10. \| Matthias Brändle \| Israel Start-Up Nation \| + 42" \| \| |                  |                        |         |
| |                  |                        |         |
| Kilde: ProCyclingStats |                  |                        |         |
| Etaperesultat |                  |                        |         |
| Rytter | Rytter           | Hold                   | Tid     |
| 1. | Filippo Ganna    | Ineos Grenadiers       | 15' 24" |
| 2. | João Almeida     | Deceuninck-Quick Step  | + 22"   |
| 3. | Mikkel Bjerg     | UAE Team Emirates      | + 22"   |
| 4. | Geraint Thomas   | Ineos Grenadiers       | + 23"   |
| 5. | Tobias Foss      | Jumbo-Visma            | + 31"   |
| 6. | Josef Černý      | CCC Team               | + 36"   |
| 7. | Matteo Sobrero   | NTT Pro Cycling        | + 40"   |
| 8. | Lawson Craddock  | EF Pro Cycling         | + 41"   |
| 9. | Miles Scotson    | Groupama-FDJ           | + 42"   |
| 10. | Matthias Brändle | Israel Start-Up Nation | + 42"   |

### Klassement efter etapen
| \| Samlede stilling \| Samlede stilling \| Samlede stilling \| Samlede stilling \| Samlede stilling \| \| Rytter \| Rytter \| Hold \| Tid \| \| \| ---------------- \| ---------------- \| ---------------------- \| ---------------- \| ---------------- \| \| 1. \| Filippo Ganna \| Ineos Grenadiers \| 15' 24" \| \| \| 2. \| João Almeida \| Deceuninck-Quick Step \| + 22" \| \| \| 3. \| Mikkel Bjerg \| UAE Team Emirates \| + 22" \| \| \| 4. \| Geraint Thomas \| Ineos Grenadiers \| + 23" \| \| \| 5. \| Tobias Foss \| Jumbo-Visma \| + 31" \| \| \| 6. \| Josef Černý \| CCC Team \| + 36" \| \| \| 7. \| Matteo Sobrero \| NTT Pro Cycling \| + 40" \| \| \| 8. \| Lawson Craddock \| EF Pro Cycling \| + 41" \| \| \| 9. \| Miles Scotson \| Groupama-FDJ \| + 42" \| \| \| 10. \| Matthias Brändle \| Israel Start-Up Nation \| + 42" \| \| |                  |                        |         |
| |                  |                        |         |
| Kilde: ProCyclingStats |                  |                        |         |
| Samlede stilling |                  |                        |         |
| Rytter | Rytter           | Hold                   | Tid     |
| 1. | Filippo Ganna    | Ineos Grenadiers       | 15' 24" |
| 2. | João Almeida     | Deceuninck-Quick Step  | + 22"   |
| 3. | Mikkel Bjerg     | UAE Team Emirates      | + 22"   |
| 4. | Geraint Thomas   | Ineos Grenadiers       | + 23"   |
| 5. | Tobias Foss      | Jumbo-Visma            | + 31"   |
| 6. | Josef Černý      | CCC Team               | + 36"   |
| 7. | Matteo Sobrero   | NTT Pro Cycling        | + 40"   |
| 8. | Lawson Craddock  | EF Pro Cycling         | + 41"   |
| 9. | Miles Scotson    | Groupama-FDJ           | + 42"   |
| 10. | Matthias Brändle | Israel Start-Up Nation | + 42"   |

#### Pointkonkurrencen
| Pointkonkurrence | Pointkonkurrence | Pointkonkurrence       | Pointkonkurrence | Pointkonkurrence |
| Rytter           | Rytter           | Hold                   | Point            |                  |
| ---------------- | ---------------- | ---------------------- | ---------------- | ---------------- |
| 1.               | Filippo Ganna    | Ineos Grenadiers       | 15 point         |                  |
| 2.               | João Almeida     | Deceuninck-Quick Step  | 12 point         |                  |
| 3.               | Mikkel Bjerg     | UAE Team Emirates      | 9 point          |                  |
| 4.               | Geraint Thomas   | Ineos Grenadiers       | 7 point          |                  |
| 5.               | Tobias Foss      | Jumbo-Visma            | 6 point          |                  |
| 6.               | Josef Černý      | CCC Team               | 5 point          |                  |
| 7.               | Matteo Sobrero   | NTT Pro Cycling        | 4 point          |                  |
| 8.               | Lawson Craddock  | EF Pro Cycling         | 3 point          |                  |
| 9.               | Miles Scotson    | Groupama-FDJ           | 2 point          |                  |
| 10.              | Matthias Brändle | Israel Start-Up Nation | 1 point          |                  |

#### Bjergkonkurrencen
| Bjergkonkurrence | Bjergkonkurrence | Bjergkonkurrence       | Bjergkonkurrence | Bjergkonkurrence |
| Rytter           | Rytter           | Hold                   | Point            |                  |
| ---------------- | ---------------- | ---------------------- | ---------------- | ---------------- |
| 1.               | Rick Zabel       | Israel Start-Up Nation | 3 point          |                  |
| 2.               | Peter Sagan      | Bora-Hansgrohe         | 2 point          |                  |
| 3.               | Davide Ballerini | Deceuninck-Quick Step  | 1 point          |                  |

#### Bedste unge rytter
| Ungdomskonkurrence | Ungdomskonkurrence | Ungdomskonkurrence    | Ungdomskonkurrence | Ungdomskonkurrence |
| Rytter             | Rytter             | Hold                  | Tid                |                    |
| ------------------ | ------------------ | --------------------- | ------------------ | ------------------ |
| 1.                 | Filippo Ganna      | Ineos Grenadiers      | 15' 24"            |                    |
| 2.                 | João Almeida       | Deceuninck-Quick Step | + 22"              |                    |
| 3.                 | Mikkel Bjerg       | UAE Team Emirates     | + 22"              |                    |
| 4.                 | Tobias Foss        | Jumbo-Visma           | + 31"              |                    |
| 5.                 | Matteo Sobrero     | NTT Pro Cycling       | + 40"              |                    |
| 6.                 | Chris Hamilton     | Team Sunweb           | + 55"              |                    |
| 7.                 | Brandon McNulty    | UAE Team Emirates     | + 59"              |                    |
| 8.                 | Ben O'Connor       | NTT Pro Cycling       | + 1' 00"           |                    |
| 9.                 | James Whelan       | EF Pro Cycling        | + 1' 06"           |                    |
| 10.                | Sean Bennett       | EF Pro Cycling        | + 1' 06"           |                    |

#### Holdkonkurrencen
| Holdkonkurrence | Holdkonkurrence       | Holdkonkurrence | Holdkonkurrence |
| Hold            | Hold                  | Tid             |                 |
| --------------- | --------------------- | --------------- | --------------- |
| 1.              | Ineos Grenadiers      | 47' 23"         |                 |
| 2.              | Jumbo-Visma           | + 1' 05"        |                 |
| 3.              | Deceuninck-Quick Step | + 1' 08"        |                 |
| 4.              | Team Sunweb           | + 1' 16"        |                 |
| 5.              | UAE Team Emirates     | + 1' 19"        |                 |
| 6.              | EF Pro Cycling        | + 1' 25"        |                 |
| 7.              | NTT Pro Cycling       | + 1' 36"        |                 |
| 8.              | Mitchelton-Scott      | + 1' 40"        |                 |
| 9.              | CCC Team              | + 1' 41"        |                 |
| 10.             | Bahrain McLaren       | + 2' 07"        |                 |

## Udgåede ryttere
- Miguel Ángel López (Astana Pro Team)  – udgået efter styrt
- Luca Covili (Bardiani CSF Faizanè) – faldt for tidsgrænsen